# Philadelphus cordifolius
Philadelphus cordifolius är en hortensiaväxtart som beskrevs av Johan Martin Christian Lange. Philadelphus cordifolius ingår i släktet schersminer, och familjen hortensiaväxter. Inga underarter finns listade i Catalogue of Life.